# Erlebniskommunikation
Erlebniskommunikation ist ein Marketingsinstrument, mit dem Produkte und Dienstleistungen anhand von Erlebnissen dem Kunden direkt vermittelt werden sollen.
Erlebniskommunikation kann als Schnittstelle zwischen Marketing, Produktmanagement und Kommunikation begriffen werden. Beispielsweise können komplizierte Substanzthemen oder technische Details auf didaktisch spielerische Art dem Kunden nähergebracht werden. Die Mittel der Erlebniskommunikation sind meist Kombinationen aus 2D- und 3D-Kommunikation sowie interaktiven- und inszenatorischen Elementen. So lassen sich ganze Räume als kommunikatives Medium begreifen, aber auch einzelne interaktive Exponate sind als Kommunikationsmittel gut geeignet. Haupteinsatzbereich der Erlebniskommunikation sind Messeauftritte und -exponate, Firmenausstellungen und Events.
Einige wenige Hochschulen, die sich mit diesem Thema befassen, sind die Hochschule der Medien Stuttgart, die Hochschule Mittweida im Bereich Cross-Mediale-Gestaltung sowie die SRH Hochschule der populären Künste Berlin. Viele Anregungen zum Thema interaktive Exponate und der weiteren Verwendung für kommerzielle Erlebnisse bietet das Ars Electronica Center in Linz.